# 유종만
유종만(1954년 12월 1일~)은 대한민국의 권투 선수로, 1972년 하계 올림픽에 참가했다. 은퇴 이후에는 한국체육대학교에서 교수로 활동했다.